# Extensió algebraica
En matemàtiques, concretament en àlgebra abstracta, una extensió algebraica és una extensió de cossos L/K a la qual cada element del cos més gran L és algebraic sobre el cos K, és a dir, cada element de L és una arrel d'algun polinomi de grau distint de zero amb coeficients en K. Una extensió de cossos que no és algebraica s'anomena transcendent, ja que ha de contenir elements transcendents, és a dir, no algebraics.
Per exemple, l'extensió de cossos R/Q és transcendent, mentre que les extensions de cossos C/R i Q(√2)/Q són algebraiques.

## Propietats
Si pensem en L com un espai vectorial sobre K, podem considerar la seua dimensió. Aquesta dimensió és també dita el grau de l'extensió. Així, l'extensió L/K pot ser classificada a més com extensió finita o infinita d'acord amb aquesta dimensió. Totes les extensions transcendents són de grau infinit. Açò a més implica que totes les extensions finites són algebraiques.
No obstant això, el contrari no és cert: existeixen extensions infinites que són a més algebraiques. Per exemple, el cos de tots els nombres algebraics és una extensió infinita algebraica dels nombres racionals.
Si a és algebraic sobre K, llavors K[a], el conjunt de tots els polinomis en a amb coeficients en K, és un cos. És una extensió de cossos algebraica de K que té grau finit sobre K. En el cas especial que K=Q, Q[a] és un exemple de cos de nombres algebraics.
Un cos sense extensions algebraiques pròpies és dit
algebraicament tancat. Un exemple és el dels nombres complexos.
Cada cos té una extensió algebraica que és algebraicament tancada (que es denomina la seua clausura algebraica), però el provar açò en general, requereix certa forma de l'axioma de l'elecció.

## Generalitzacions
La teoria de models generalitza la noció d'extensió algebraica a teories arbitràries: un embedding de M en N se li diu extensió algebraica si per a cada x en N existeix una condició p amb paràmetres en M, tal que 
p(x) és certa i el conjunt
{\displaystyle \{y\in N|p(y)\}}
és finit. Ocorre que aplicant aquesta definició a la teoria de cossos tenim la definició usual d'extensió algebraica. El Grup de Galois de N sobre M pot ser de nou definit com el grup d'automorfismes, i gran part de la teoria de grups de Galois pugues ser desenvolupada per al cas general.